# Selens
Selens est une commune française située dans le département de l'Aisne, en région Hauts-de-France.

## Géographie
Selens est un village situé au nord-ouest de Soissons, non loin de Blérancourt.

### Hydrographie
La commune est située dans le bassin Seine-Normandie. Elle est drainée par le ru du Bartel et le ru du Barteau,,.

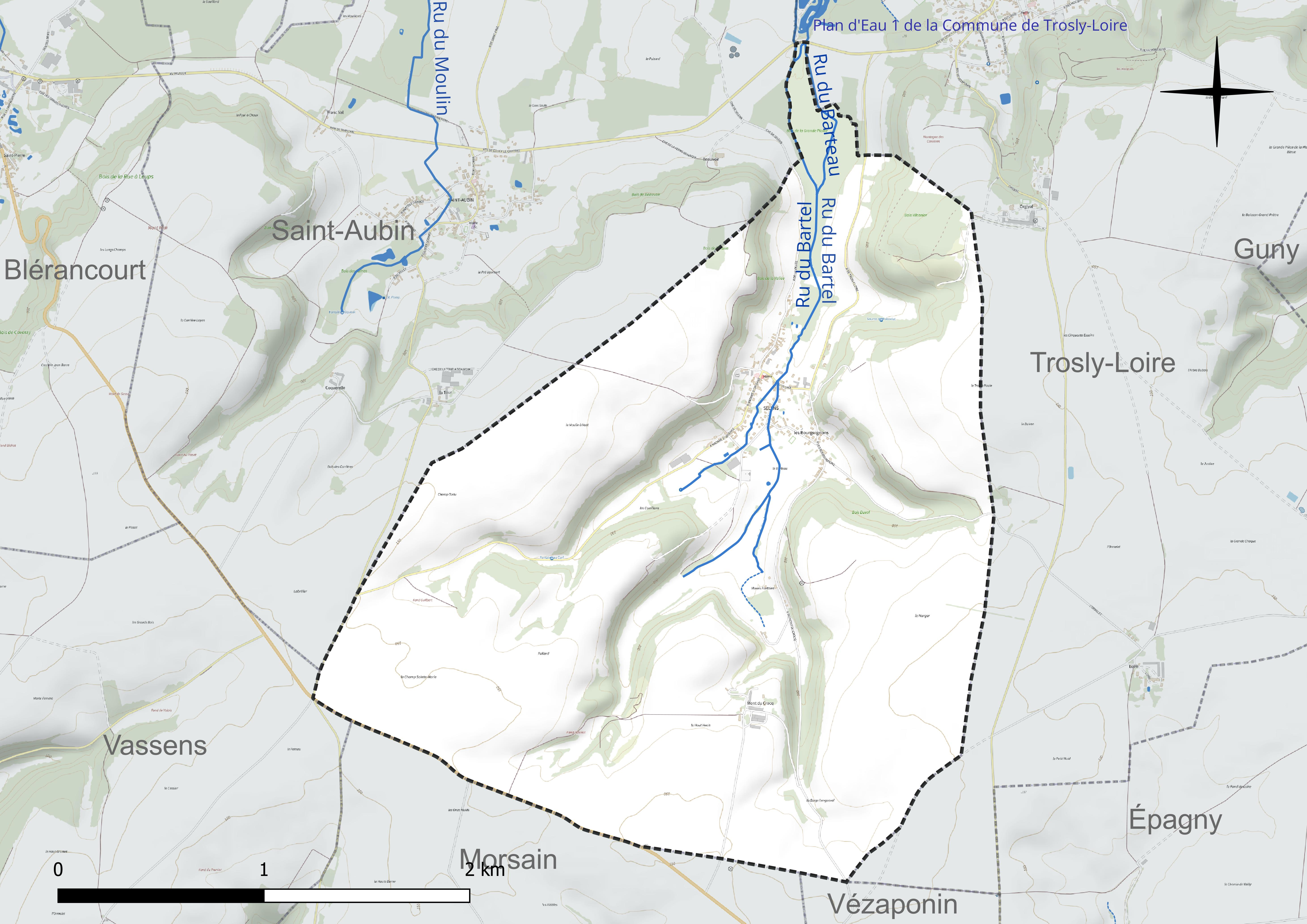
Réseau hydrographique de Selens.

### Climat
Pour des articles plus généraux, voir Climat des Hauts-de-France et Climat de l'Aisne.
En 2010, le climat de la commune est de type climat océanique dégradé des plaines du Centre et du Nord, selon une étude du CNRS s'appuyant sur une série de données couvrant la période 1971-2000. En 2020, Météo-France publie une typologie des climats de la France métropolitaine dans laquelle la commune est exposée à un climat océanique altéré et est dans la région climatique Nord-est du bassin Parisien, caractérisée par un ensoleillement médiocre, une pluviométrie moyenne régulièrement répartie au cours de l'année et un hiver froid (3 °C).
Pour la période 1971-2000, la température annuelle moyenne est de 10,6 °C, avec une amplitude thermique annuelle de 14,7 °C. Le cumul annuel moyen de précipitations est de 743 mm, avec 11,9 jours de précipitations en janvier et 9,2 jours en juillet. Pour la période 1991-2020, la température moyenne annuelle observée sur la station météorologique la plus proche, située sur la commune de Chauny à 13 km à vol d'oiseau, est de 11,1 °C et le cumul annuel moyen de précipitations est de 709,9 mm,. Pour l'avenir, les paramètres climatiques de la commune estimés pour 2050 selon différents scénarios d'émission de gaz à effet de serre sont consultables sur un site dédié publié par Météo-France en novembre 2022.

## Urbanisme

### Typologie
Au 1er janvier 2024, Selens est catégorisée commune rurale à habitat dispersé, selon la nouvelle grille communale de densité à 7 niveaux définie par l'Insee en 2022.
Elle est située hors unité urbaine et hors attraction des villes,.

### Occupation des sols
L'occupation des sols de la commune, telle qu'elle ressort de la base de données européenne d'occupation biophysique des sols Corine Land Cover (CLC), est marquée par l'importance des territoires agricoles (75,8 % en 2018), une proportion identique à celle de 1990 (75,8 %). La répartition détaillée en 2018 est la suivante : 
terres arables (64,6 %), forêts (19,8 %), prairies (11,2 %), zones urbanisées (4,4 %).
L'évolution de l'occupation des sols de la commune et de ses infrastructures peut être observée sur les différentes représentations cartographiques du territoire : la carte de Cassini (XVIIIe siècle), la carte d'état-major (1820-1866) et les cartes ou photos aériennes de l'IGN pour la période actuelle (1950 à aujourd'hui).

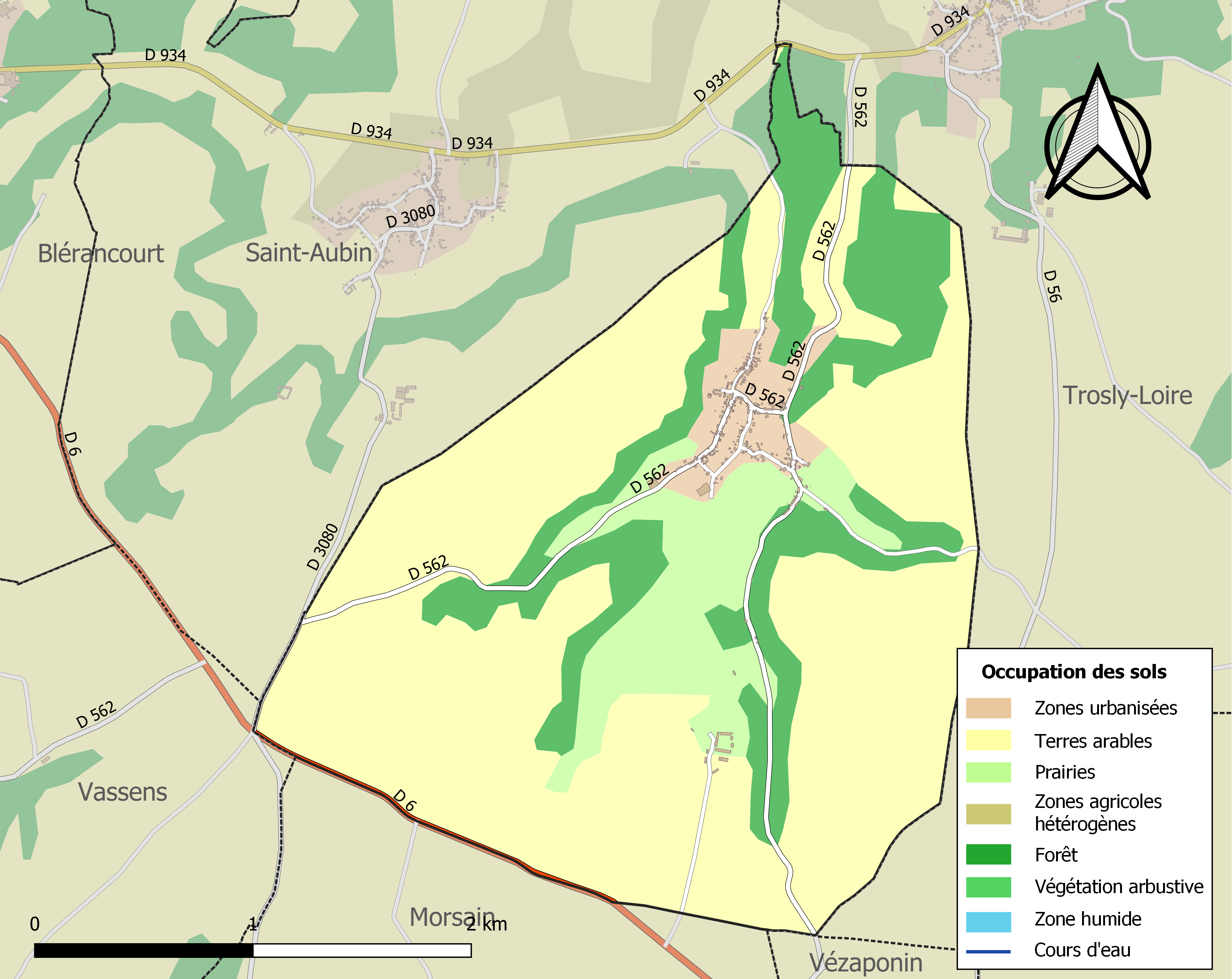
Carte de l'occupation des sols de la commune en 2018 (CLC).

## Toponymie
Le nom de la localité est attesté sous les formes Selenz (1158) ; Celens (1258) ; Selan-près-Coucy (1612).

## Politique et administration

### Découpage territorial
La commune de Selens est membre de la communauté de communes Picardie des Châteaux, un établissement public de coopération intercommunale (EPCI) à fiscalité propre créé le 1er janvier 2017 dont le siège est à Pinon. Ce dernier est par ailleurs membre d'autres groupements intercommunaux.
Sur le plan administratif, elle est rattachée à l'arrondissement de Laon, au département de l'Aisne et à la région Hauts-de-France. Sur le plan électoral, elle dépend du  canton de Vic-sur-Aisne pour l'élection des conseillers départementaux, depuis le redécoupage cantonal de 2014 entré en vigueur en 2015, et de la quatrième circonscription de l'Aisne  pour les élections législatives, depuis le dernier découpage électoral de 2010.

### Administration municipale
| Période                                  | Période                       | Identité          | Étiquette | Qualité                                                    |
| ---------------------------------------- | ----------------------------- | ----------------- | --------- | ---------------------------------------------------------- |
| Les données manquantes sont à compléter. |                               |                   |           |                                                            |
| avant 1877                               | après 1879                    | Lemoine           |           |                                                            |
| 2001                                     | janvier 2006                  | André Cottier     | DVG       | décédé en fonction                                         |
| mars 2006                                | mai 2020                      | Guy Nicpon        | DVD       | Retraité Fonction publique Réélu pour le mandat 2014-2020, |
| mai 2020                                 | En cours (au 13 juillet 2020) | Frédéric Kaminski | PCF       |                                                            |

## Démographie
L'évolution du nombre d'habitants est connue à travers les recensements de la population effectués dans la commune depuis 1793. Pour les communes de moins de 10 000 habitants, une enquête de recensement portant sur toute la population est réalisée tous les cinq ans, les populations de référence des années intermédiaires étant quant à elles estimées par interpolation ou extrapolation. Pour la commune, le premier recensement exhaustif entrant dans le cadre du nouveau dispositif a été réalisé en 2006.

En 2022, la commune comptait 207 habitants, en évolution de −17,53 % par rapport à 2016 (Aisne : −1,97 %, France hors Mayotte : +2,11 %).
| 1793 | 1800 | 1806 | 1821 | 1831 | 1836 | 1841 | 1846 | 1851 |
| ---- | ---- | ---- | ---- | ---- | ---- | ---- | ---- | ---- |
| 274  | 234  | 296  | 294  | 337  | 334  | 385  | 421  | 398  |

| 1856 | 1861 | 1866 | 1872 | 1876 | 1881 | 1886 | 1891 | 1896 |
| ---- | ---- | ---- | ---- | ---- | ---- | ---- | ---- | ---- |
| 403  | 411  | 428  | 411  | 425  | 398  | 388  | 396  | 382  |

| 1901 | 1906 | 1911 | 1921 | 1926 | 1931 | 1936 | 1946 | 1954 |
| ---- | ---- | ---- | ---- | ---- | ---- | ---- | ---- | ---- |
| 348  | 378  | 385  | 311  | 321  | 300  | 282  | 333  | 303  |

| 1962 | 1968 | 1975 | 1982 | 1990 | 1999 | 2006 | 2011 | 2016 |
| ---- | ---- | ---- | ---- | ---- | ---- | ---- | ---- | ---- |
| 249  | 224  | 198  | 222  | 214  | 209  | 237  | 235  | 251  |

| 2021 | 2022 | - | - | - | - | - | - | - |
| ---- | ---- | - | - | - | - | - | - | - |
| 220  | 207  | - | - | - | - | - | - | - |

## Culture locale et patrimoine

### Lieux et monuments
- Église Notre-Dame de Selens.
- Monument aux morts, sur lequel sont inscrits seize noms[25].

### Héraldique
| Blason de Selens | Blason  | Tiercé en pairle : au 1er d'or à la lettre capitale S de sable, au 2e d'azur à la rose de jardin d'argent tigée et feuillée du même posée en bande, au 3e de gueules à l'épi de blé d'or tigé et feuillé du même posé en barre. |
| Blason de Selens | Détails | Le premier est l'initiale de la commune, l'épi de blé d'or y figure car la commune se situe au fond d'un vallon dominé par de vastes plateaux céréaliers. La rose de jardin d'argent sur fond d'azur rappelle que l'église du village est consacrée à la Vierge. Création de Jean-François Binon adoptée par la municipalité en 2017. |